# O Jardim Paroquial de Nuenen
O Jardim Paroquial de Nuenen (em neerlandês: de pastorietuin te Nuenen), também chamada de O Jardim Paroquial de Nuenen na primavera (em neerlandês: de pastorietuin te Nuenen in het voorjaar) ou Jardim de Primavera (em neerlandês: Lentetuin), e referenciado F185 e JH484, é uma das primeiras pinturas a óleo do pós-impressionista neerlandês Vincent van Gogh, feita em maio de 1884 enquanto ele vivia com seus pais em Nuenen. Van Gogh fez vários desenhos e pinturas a óleo dos jardins circundantes e da fachada do jardim do presbitério local.
A pintura estava na coleção do Museu Groninger desde 1962, mas foi roubada em 30 de março de 2020 de uma exposição no museu Singer Laren em Laren, Holanda do Norte, que estava fechado devido à pandemia de COVID-19. A pintura foi relatada como recuperada em setembro de 2023.

## Contexto
Van Gogh viveu em Haia com Sien Hoornik e depois sozinho por alguns meses em Drente, no norte dos Países Baixos. Em dezembro de 1883 ele foi morar com seus pais no presbitério da Igreja Reformada Neerlandesa de Nuenen, perto de Eindhoven, onde seu pai era pastor, e a lavanderia da casa foi convertida em um estúdio para ele.
Ele permaneceu com seus pais em Nuenen por quase dois anos, fazendo cerca de duzentos desenhos e pinturas, incluindo seu primeiro trabalho importante, Os Comedores de Batata. Ele se mudou para Antuérpia em novembro de 1885 e para Paris em 1886.

## Descrição
Em Nuenen Van Gogh documentou as mudanças de estação em suas pinturas do jardim do presbitério, que era cercado por um alto muro de pedra e incluía um lago para patos com um ancoradouro, caminhos e sebes, canteiros de hortaliças, flores e um pomar.
Precedida por uma série de desenhos invernais, essa pintura provavelmente foi feita em maio de 1884. Retrata uma vista do jardim com uma figura feminina de roupa escura em primeiro plano. Ao longe estão as ruínas da igreja antiga, também retratada, antes de ser demolida em 1885, em obras como a Torre da igreja velha em Nuenen. O pintor empregou uma paleta escura de verdes e marrons, típica das suas primeiras obras, com toques de verde e vermelho indicando que o inverno passou e a primavera começou. Em uma carta que Van Gogh enviou a Anthon van Rappard em março de 1884, ele mencionou a mudança nas estações do ano: "Também estou procurando a cor do jardim de inverno. Mas já é um jardim primavera - agora. E tornou-se algo completamente diferente".
A pintura é extraordinariamente larga, medindo 25 centímetros por 57 centímetros sem sua moldura decorativa, excedendo o quadrado duplo. Van Gogh pode ter trabalhado com a ajuda de uma janela em perspectiva (uma moldura de madeira amarrada com fios). A pintura estava na coleção do Museu Groninger, na cidade neerlandesa de Groninga, desde 1962, mas foi roubada em 2020.

Outros exemplos do Jardim Paroquial de Nuenen na obra de Van Gogh
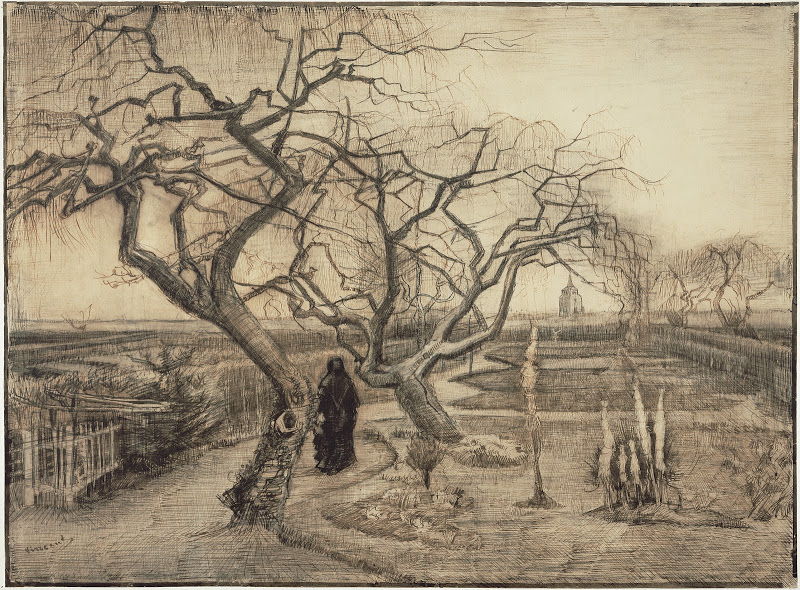
Jardim de Inverno ("Wintertuin"), desenho a lápis e tinta, março de 1884, Museu Van Gogh, Amsterdã (F1128, JH466)
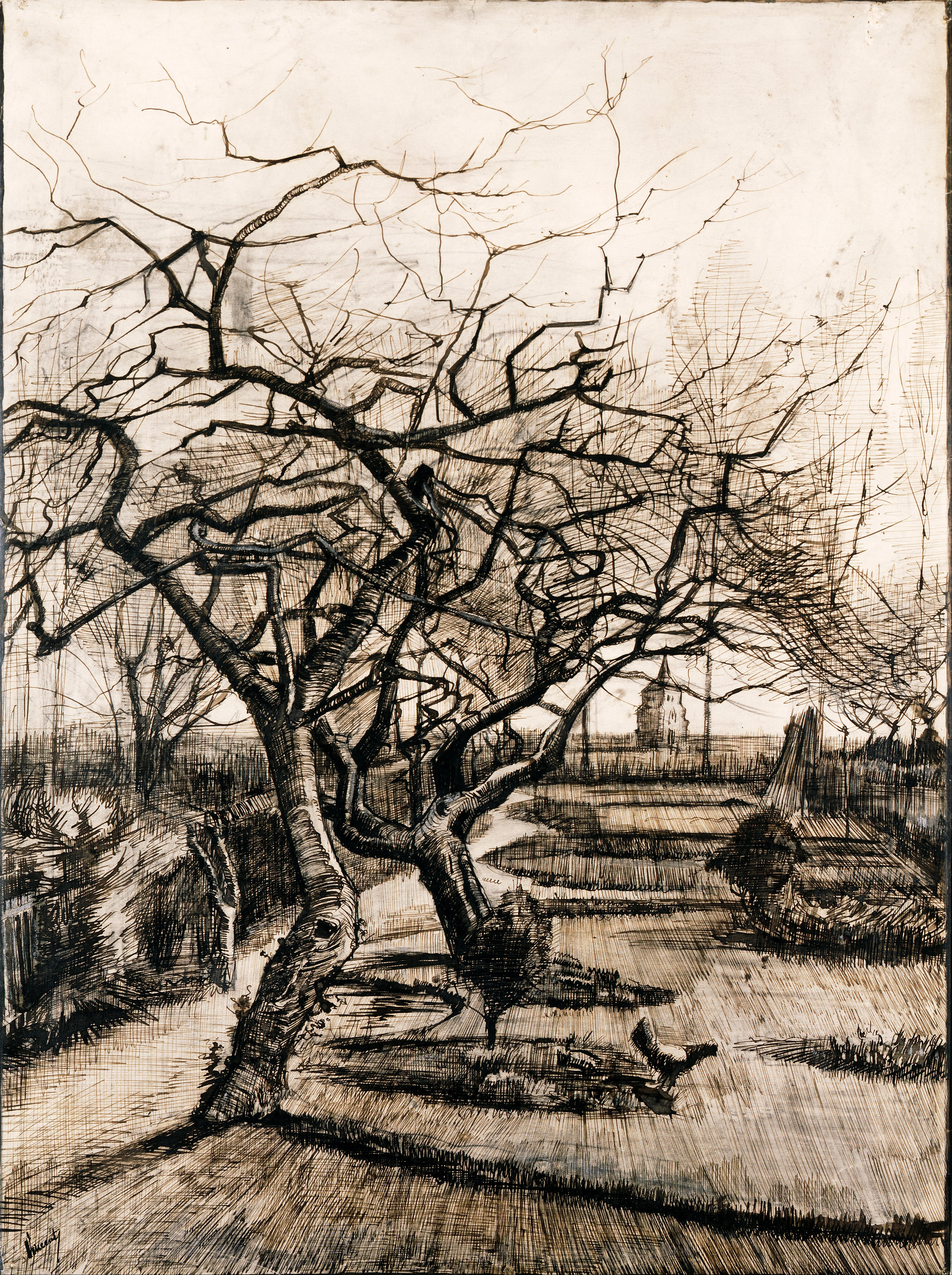
O Jardim Paroquial de Nuenen no Inverno, desenho a caneta e tinta, março de 1884, Museu de Belas Artes de Budapeste, Budapeste (F1130, JH465)
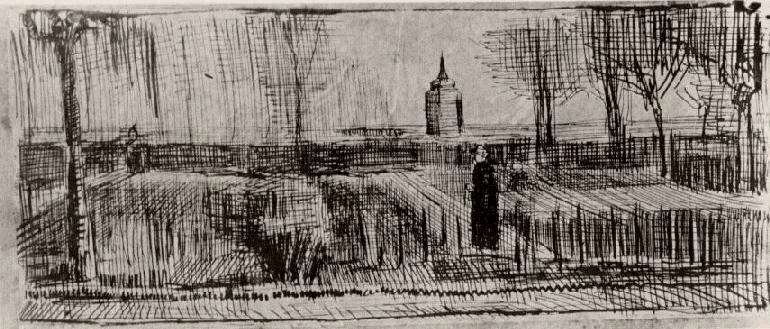
Jardim Paroquial, abril de 1884, pequeno desenho enviado para Anthon van Rappard, coleção particular (F1188)
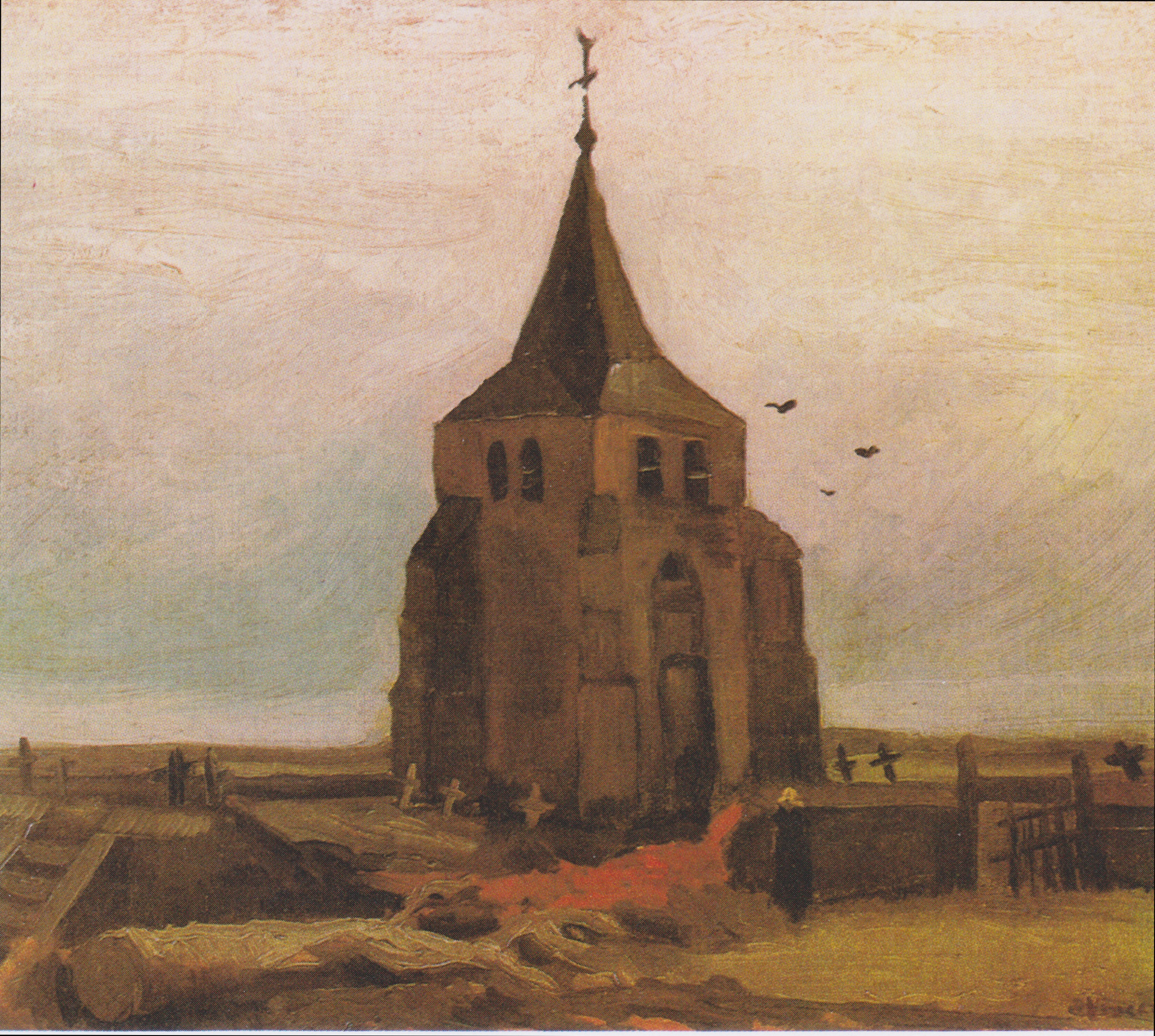
Torre da Antiga Igreja de Nuenen, maio de 1884, óleo sobre tela em painel, Fundação E.G. Coleção Bührle, Zurique (F88, JH490)
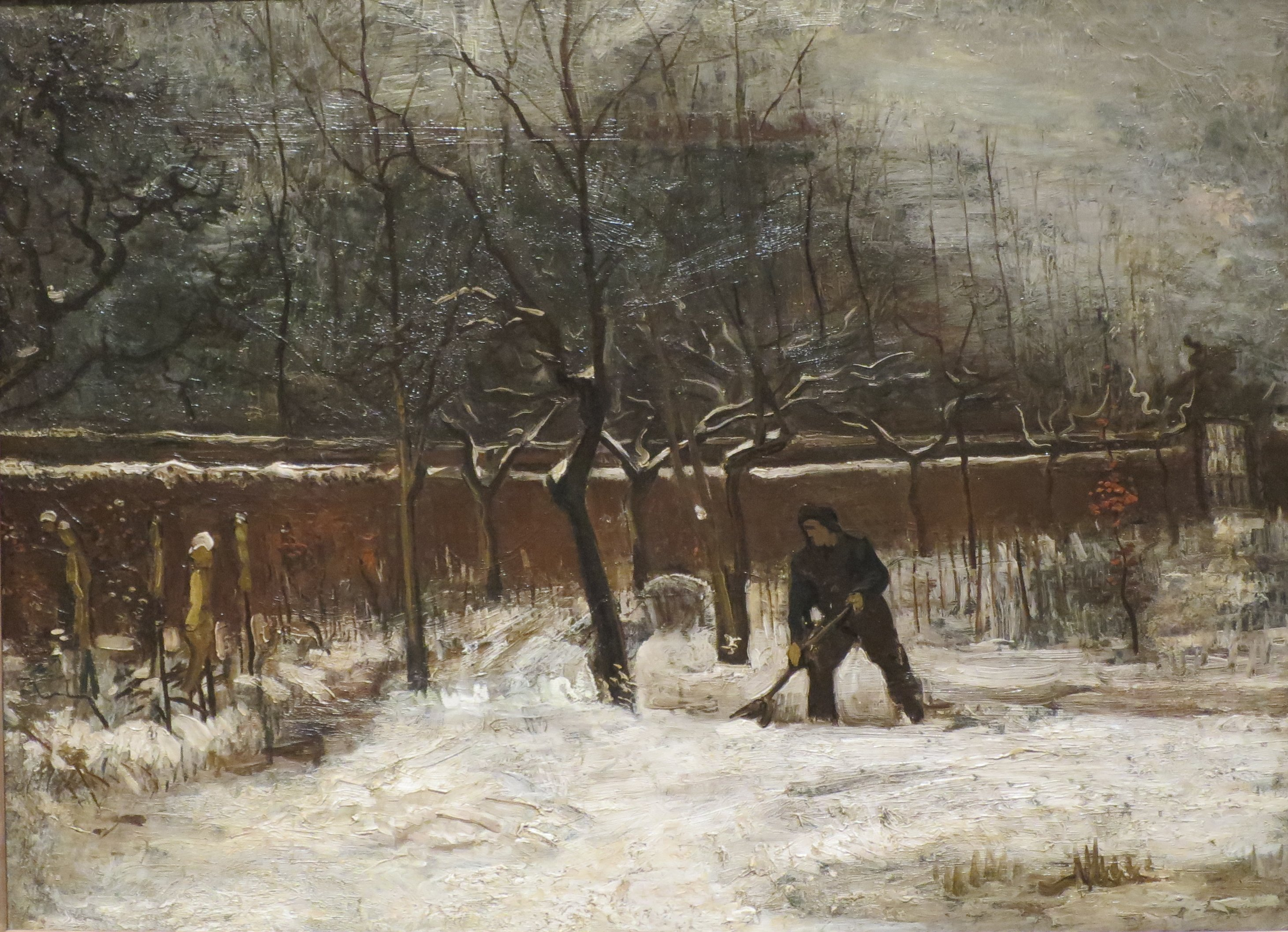
O Jardim Paroquial de Nuenen no Inverno, óleo sobre tela em painel, janeiro de 1885, Norton Simon Museum, Pasadena (F194, JH603)
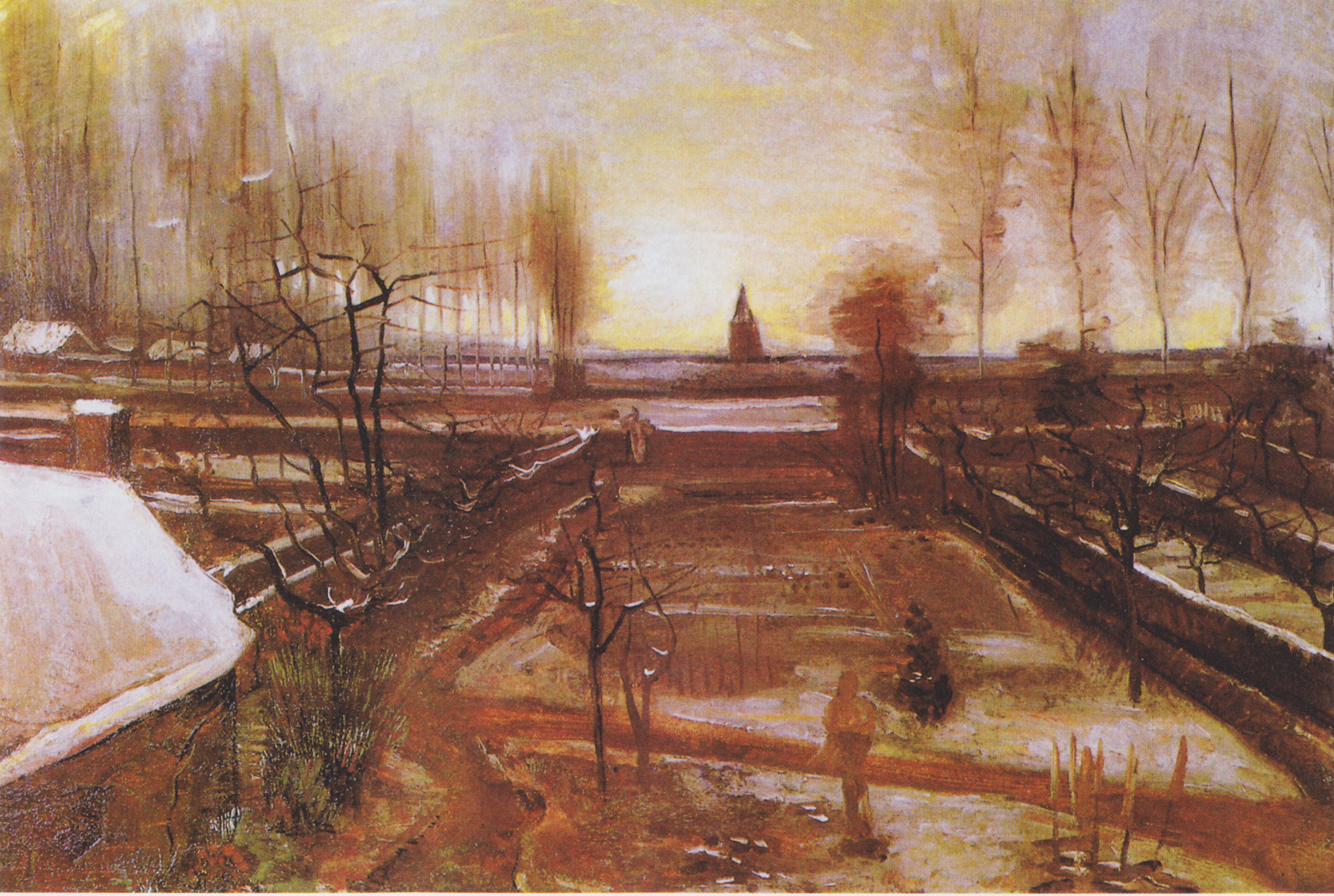
O Jardim Paroquial de Nuenen no Inverno, óleo sobre tela em painel, janeiro de 1885, Museu de Arte Armand Hammer, Los Angeles (F67, JH604)
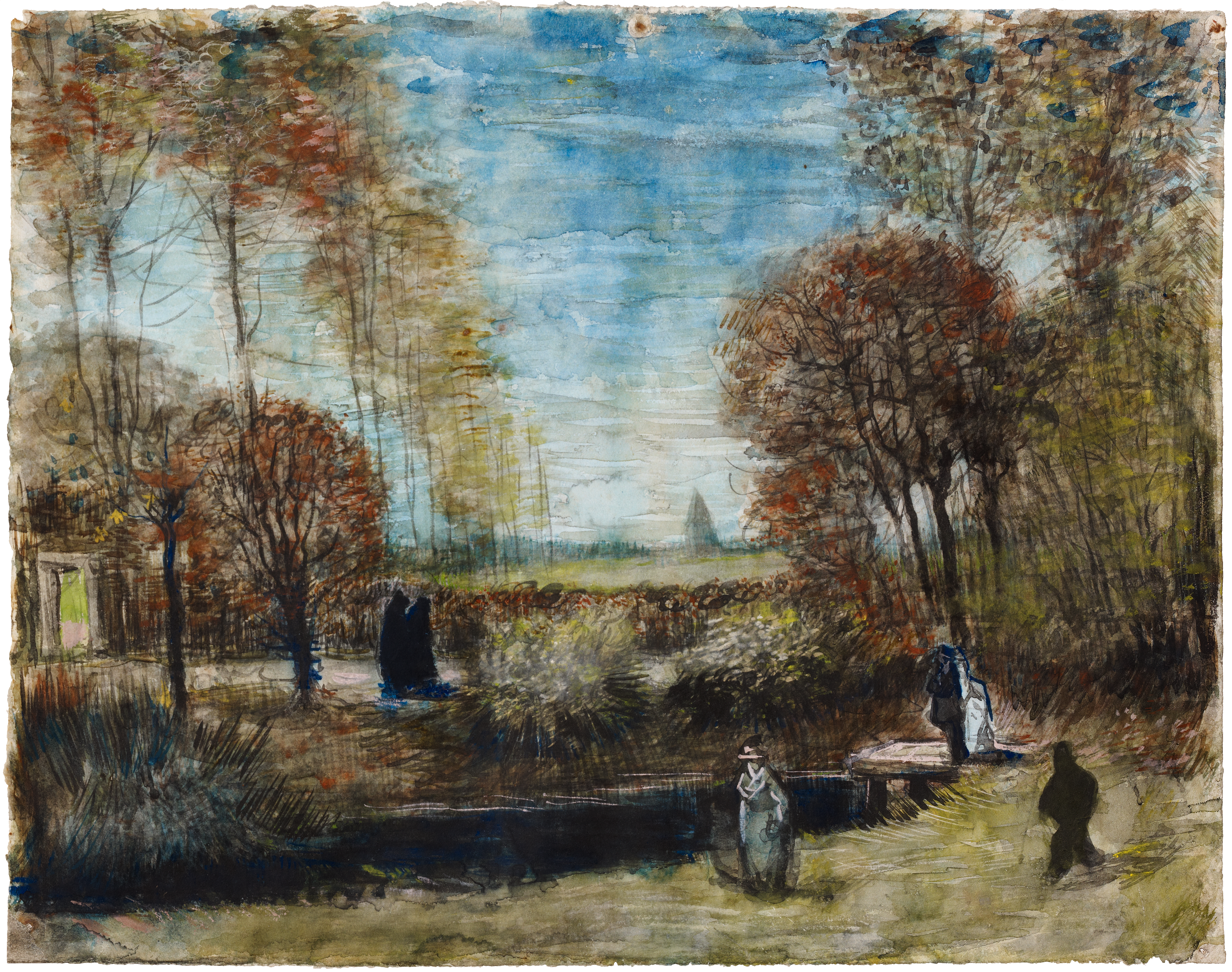
O Jardim Paroquial de Nuenen, aquarela sobre papel, outubro/novembro de 1885, Museu Noordbrabants, 's-Hertogenbosch (F1234, JH954)
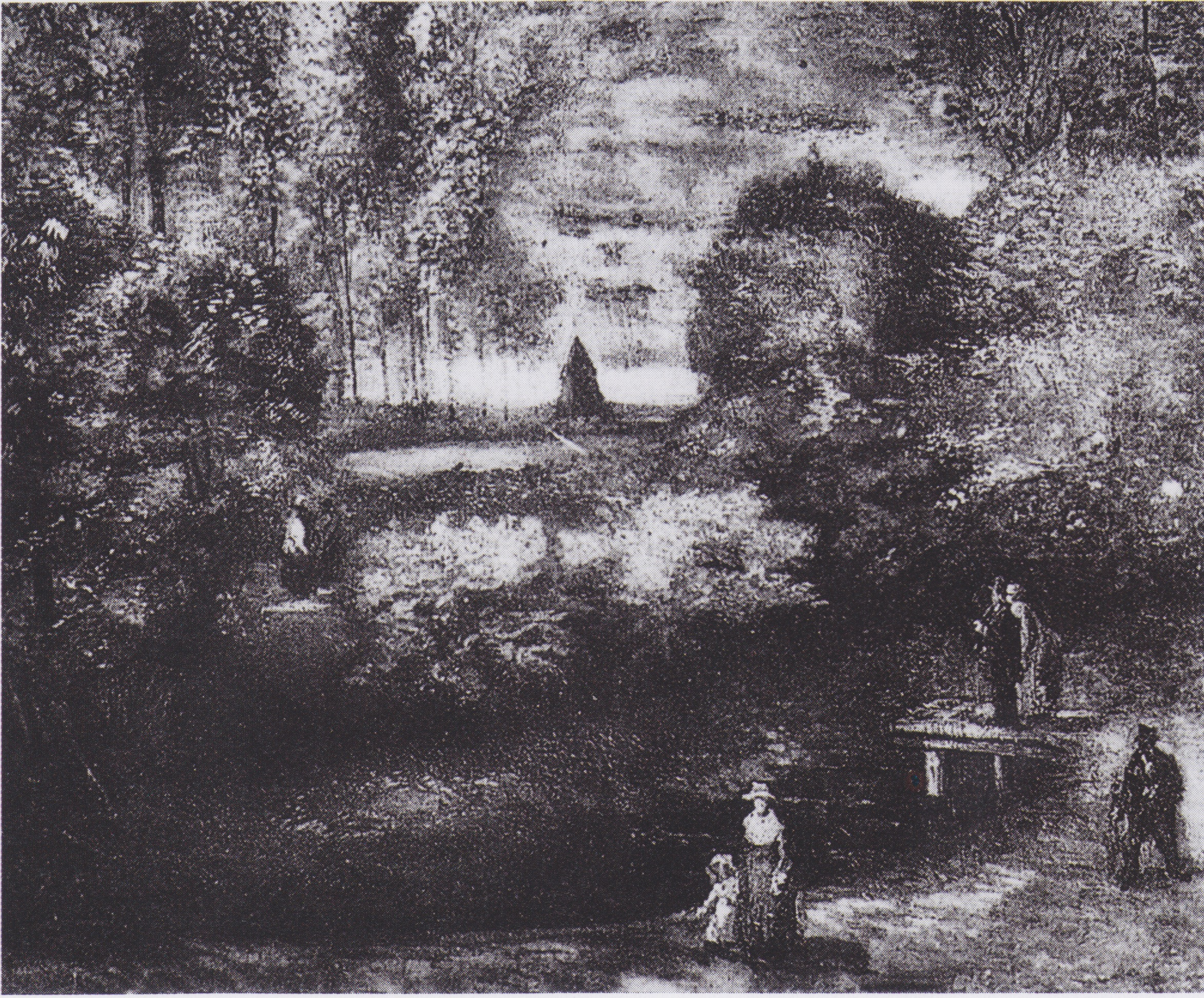
O Jardim Paroquial em Nuenen com Lagoa e Figuras, oil on panel, 1885, destroyed by fire in Rotterdam in the Second World War (F124, JH955)

## Roubo e recuperação
A pintura foi roubada do museu Singer Laren em Laren, Holanda do Norte, em 30 de março de 2020, no aniversário de Van Gogh. A instituição do museu foi fechada na época como resultado da pandemia de COVID-19 no país. A pintura havia sido emprestada pelo Museu Groninger. A polícia afirmou que os ladrões invadiram as portas de vidro por volta das 03h15 e saíram quando responderam ao alarme. O diretor do museu, Jan Rudolph de Lorm, disse: "Estou chocado e incrivelmente irritado por isso ter acontecido". Nas últimas décadas, 28 pinturas de Van Gogh foram roubadas nos Países Baixos, mas todas foram recuperadas.
Em junho, fotografias da pintura junto com um exemplar do The New York Times datado de 30 de maio foram enviadas ao detetive Arthur Brand. Também na foto estava o livro Meesterdief (em português: Ladrão mestre). Ele comparou isso ao roubo de duas pinturas do Museu Van Gogh, em Amsterdã, em 2002. O diretor do Museu Groniger, Andreas Blühm, disse estar satisfeito com o fato de a pintura ainda existir e acreditar que as fotografias eram genuínas. Desde 1988, vinte e oito pinturas de Van Gogh foram roubadas nos Países Baixos, mas todas foram recuperadas.
No início de abril de 2021, a polícia neerlandesa prendeu um homem em Baarn, Utreque, em conexão com o roubo da pintura e também da pintura Twee Lachende Jongens conheceu een Mok Bier de c. 1626, de Frans Hals, que foi roubada do Hofje van Mevrouw van Aerden, em Leerdam, Utreque, em 26 de agosto de 2020. Nenhuma das pinturas foi recuperada. O detetive de arte Arthur Brand disse a um repórter que a pessoa sob custódia provavelmente não sabia a localização das obras porque "as obras de arte roubadas eram frequentemente transportadas rapidamente por gangues criminosas". De acordo com fontes não identificadas, o valor da pintura foi estimado em "até 5 milhões de libras" em artigos publicados pela Deutsche Welle e The Guardian. Em 24 de setembro, o homem foi condenado pelos roubos e sentenciado a oito anos de prisão.
Em 12 setembro de 2023, o investigador neerlandês de crimes artísticos Arthur Brand recuperou a pintura em cooperação com a polícia neerlandesa. Segundo Brand, após alguma negociação ele convenceu um homem, que Brand disse não ter "nada a ver com o roubo", a devolver a obra de arte.